# Mindoro Oriental
Mindoro Oriental (tagalo: Silangang Mindoro; inglés: Oriental Mindoro) es una provincia de Filipinas, que forma parte de la región de Tagalas Sudoccidentales, situada en la isla de su mismo nombre y con capital en Calapán. Tiene una población de 681.818 habitantes.
Mindoro es la séptima isla de mayor extensión de las Filipinas. Por Acta de la República nº 505 de 15 de noviembre de 1950, la antigua provincia de Mindoro fue segregada en dos provincias, la Oriental y la Occidental.

## Geografía

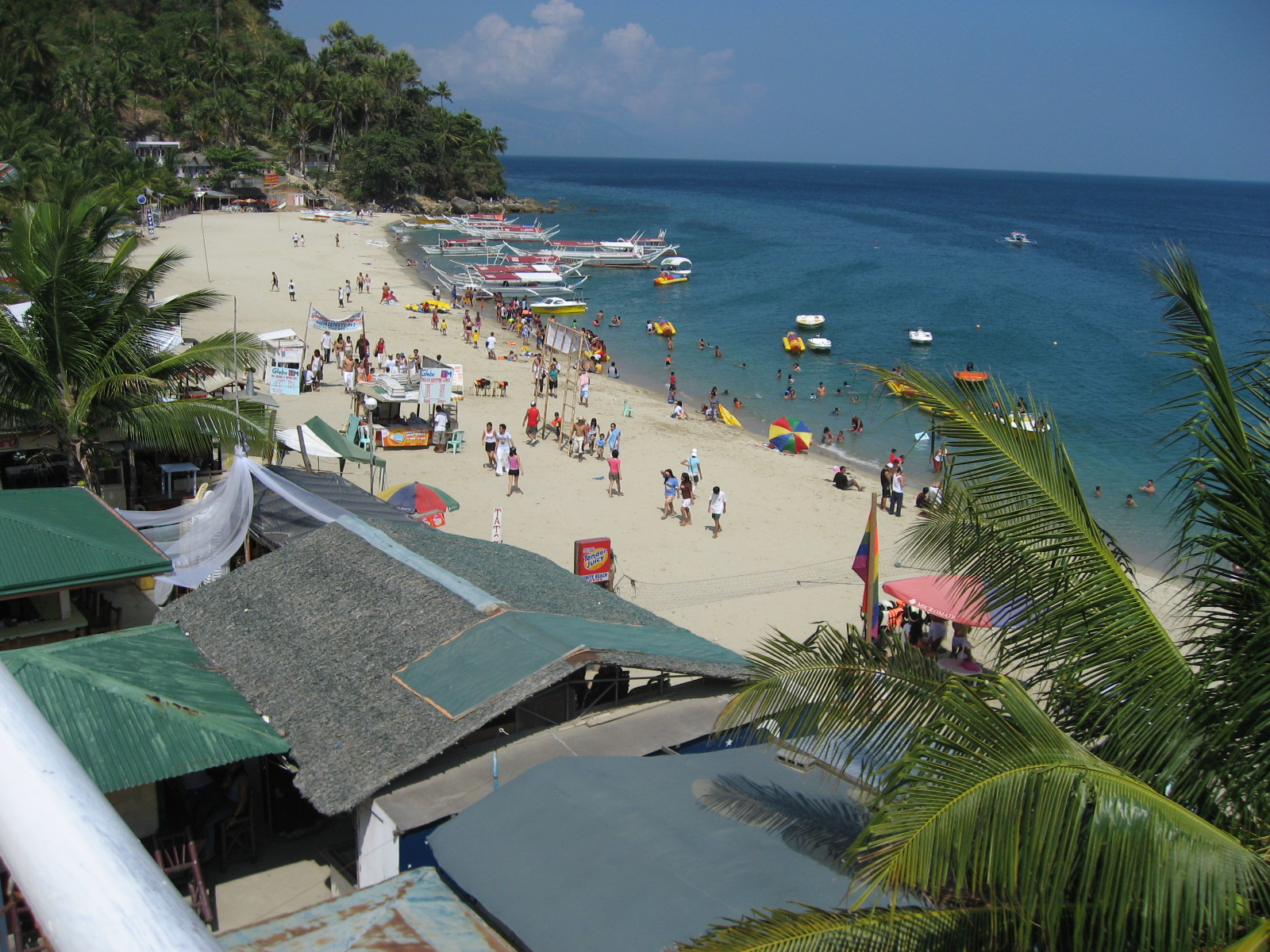
Playa de Puerto Galera.

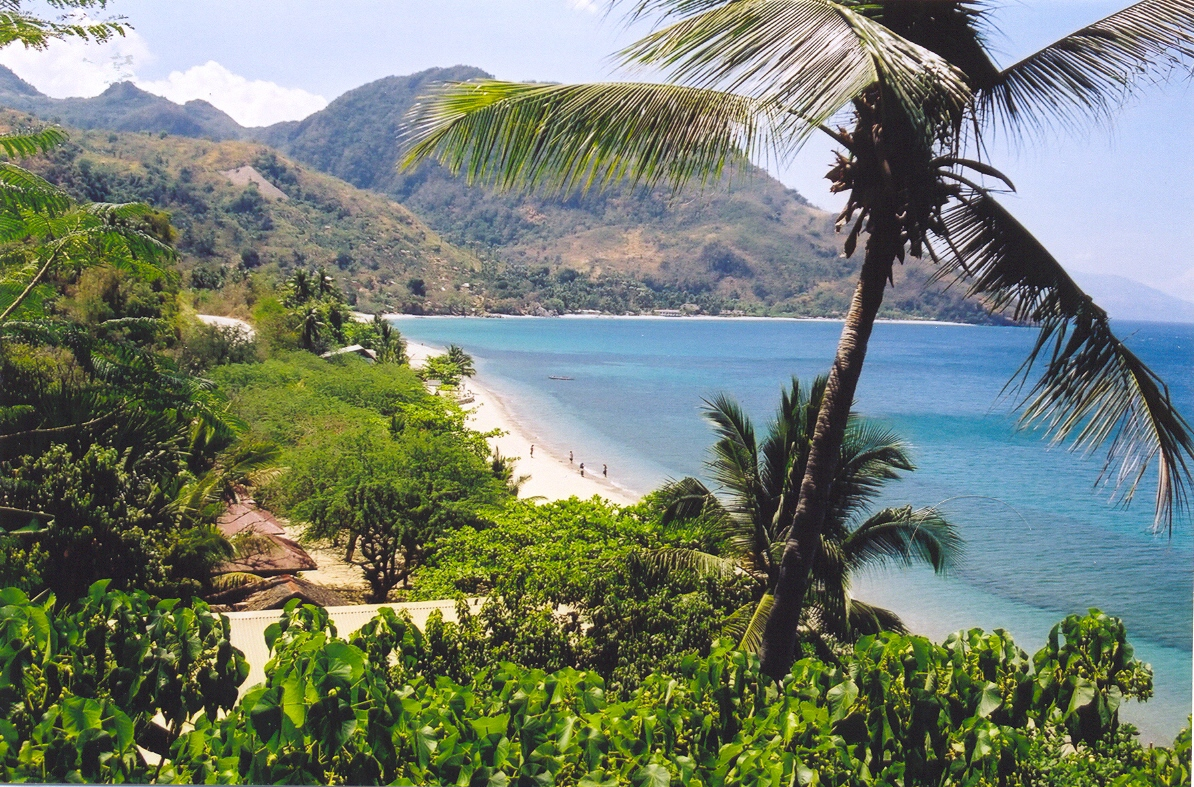
Playa de Sabag.

Está situada a 140 kilómetros al sudoeste de Manila, y a 45 minutos por ferry del aeropuerto internacional de Batangas.
Limita al norte con el paso de Isla Verde, al este con la isla del Maestre de Campo y el estrecho de Tablas, al sur con la isla Seminaria, y al oeste con la provincia de Mindoro Occidental. 
En el municipio de Puerto Galera se encuentra la isla de Medio (Medio Island), perteneciente al barrio de San Antonio; la de Paniguián (Paniguian Island), también conocida como isla de Boquete  ( Boquette Island) del barrio del Santo Niño.
Frente a la costa de Calapán tenemos otro grupo de islas: isla de Baco, Baco Medio y Baco Chico.
La provincia es netamente rural, con el setenta por ciento de la población dedicada a la agricultura y la pesca.
La provincia tiene una superficie 4.364,72 kilómetros cuadrados. 
El gobernador actual de la provincia es el Sr. Arnan C. Panaligan.
Los mindoreños son gente expansiva y amistosa que reciben a los visitantes con la sonrisa y la hospitalidad características de la cultura filipina.
La provincia cuenta con siete grupos étnicos. La lengua tagala es ampliamente hablada en toda la zona, así como el bisayo e ilocano, junto con el inglés.

### Comunicaciones

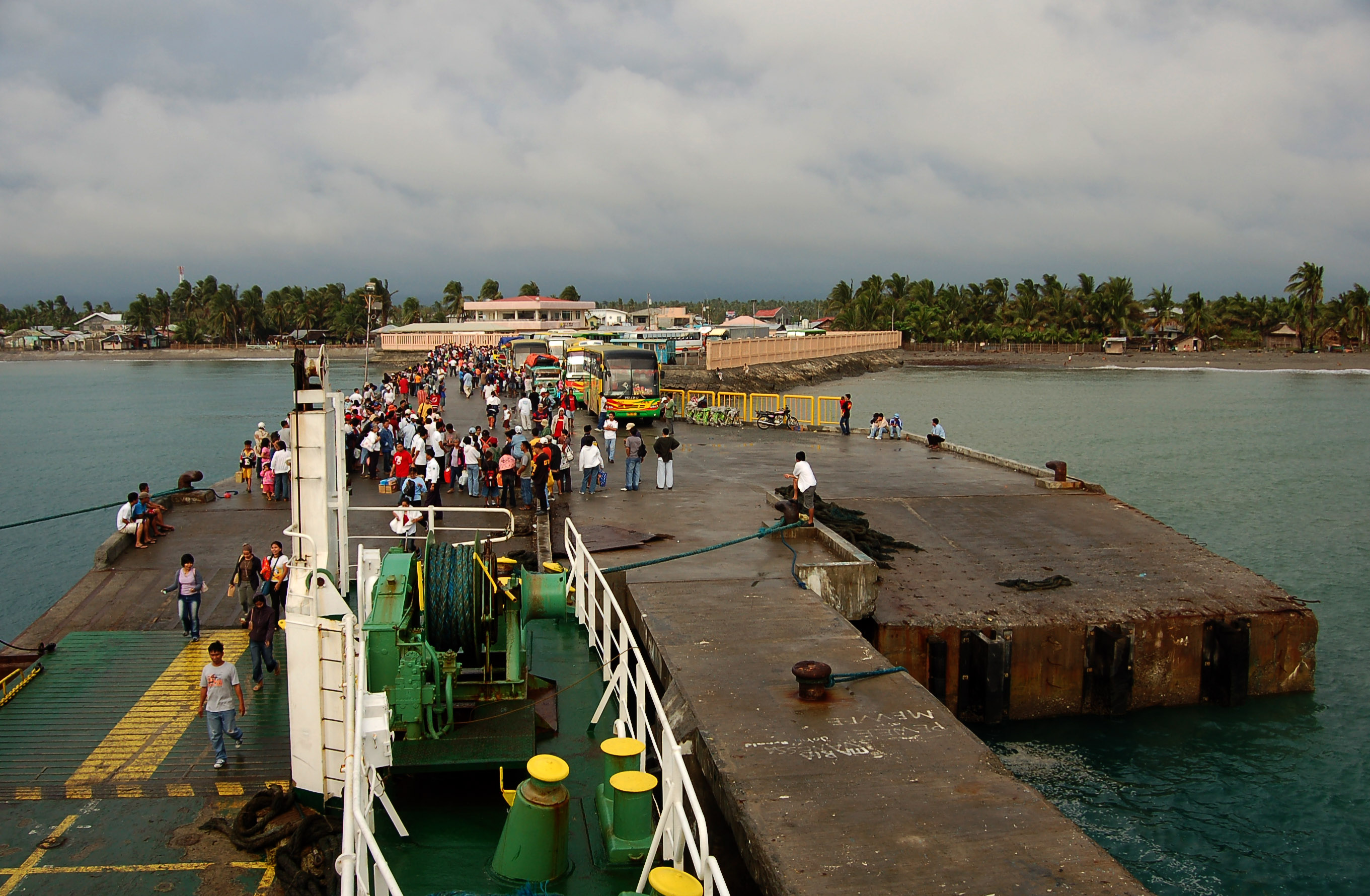
Embarcadero del ferry en Roxas.

Atraviesa esta provincia la Strong Republic Nautical Highway (SRNH), una red integrada de carretera y rutas de ferry que forma la columna vertebral de un sistema de transporte de vehículos en todo el archipiélago. Al  puerto de Calapán arriba el ferry procedentede la ciudad de Batangas. Los veículos recorren la provincia en dirección sur (Victoria, Lago Nauján, Socorro, Pinamalayán, Gloria y Bongabong) hasta alcanzar el puerto de Bagumbayán junto a Paclasán, de donde parte un ferry hasta la isla de Romblón, alcanzando el puerto de Malay en la provincia de Aklan, isla de Panay.

## División administrativa

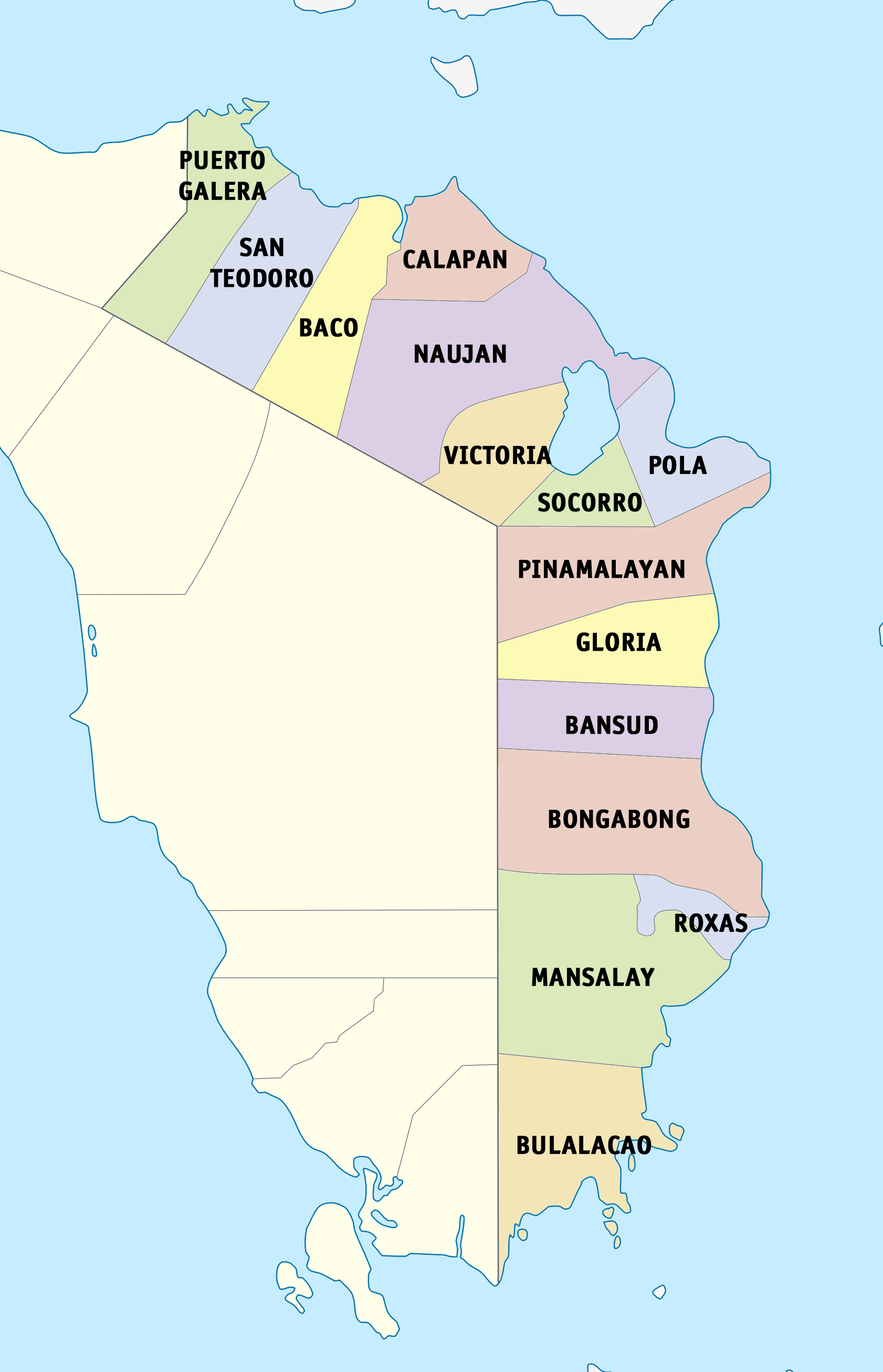
Mapa politítico de Mindoro Oriental.

Políticamente la provincia de Mindoro Oriental se divide en  una ciudad, 14  municipios  y  126 barrios.
Consta de dos distritos para las elecciones a la Cámara de Representantes.
| Ciudad/Municipio      | N.º de Barangays | Población (2010) | Área (km²) | Código    |
| --------------------- | ---------------- | ---------------- | ---------- | --------- |
| Baco                  | 27               | 35.060           | 216,23     | 175201000 |
| Bansud                | 13               | 38.341           | 343,47     | 175202000 |
| Bongábong             | 36               | 66.569           | 498,20     | 175203000 |
| Bulalacao (San Pedro) | 15               | 33.754           | 321,86     | 175204000 |
| Calapán               | 62               | 124.173          | 250,06     | 175205000 |
| Gloria                | 27               | 42.012           | 245,52     | 175206000 |
| Mansalay              | 17               | 51.705           | 446,62     | 175207000 |
| Nauján                | 70               | 94.497           | 503,10     | 175208000 |
| Pinamalayán           | 37               | 81,666           | 282,26     | 175209000 |
| Pola                  | 23               | 32,984           | 159,34     | 175210000 |
| Puerto Galera         | 13               | 35.521           | 247,85     | 175211000 |
| Paclasán (Roxas)      | 20               | 49,854           | 85,26      | 175212000 |
| San Teodoro           | 8                | 15.810           | 341,00     | 175213000 |
| Socorro               | 26               | 38.348           | 151,38     | 175214000 |
| Victoria              | 32               | 48.308           | 146,23     | 175215000 |

## Historia

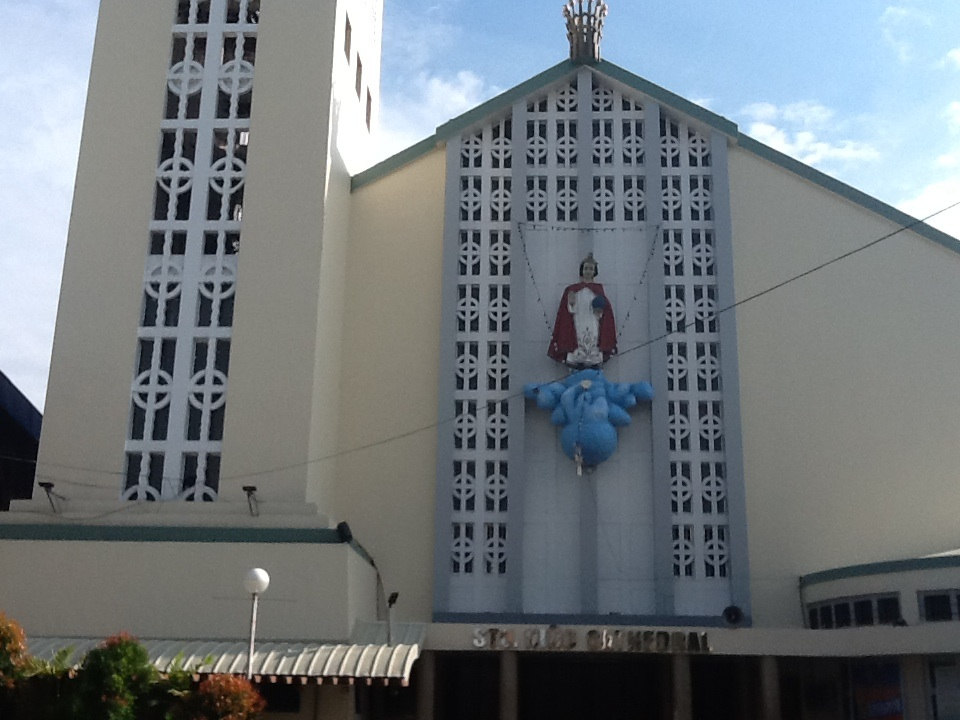
Catedraldel Santo Niño en Calapán.

La denominación Mindoro deriva del término español “Mina de Oro”. Este es el nombre que le dieron los conquistadores españoles tras encontrar barcos mercantes chinos hundidos con oro, porcelana, y plata.
Fue una parte de la provincia de Batangas, más tarde en el siglo XVII se convirtió en provincia separada, con capital en Puerto Galera.
Antes de la llegada de los españoles, las excavaciones muestran huellas de relaciones comerciales con China y contactos con indonesios, malayos, árabes e hindúes.
Antiguas narraciones refieren que el datu de Borneo, ordenó a su lugarteniente que colonizase Mindoro, tras asentarse en Panay. Los moros establecidos en la isla, comerciaron con todo el archipiélago y con navegantes procedentes de China.
El 13 de junio de 1950, la provincia de Mindoro se divide en dos porciones: Oriental y  Occidental.
La   provincia Oriental comprendía los siguientes once municipios:  Baco, Bongabón, Bulalacao, Calapan, Mansalay, Naujan, Pinamalayan, Pola, Puerto Galera, Roxas, y San Teodoro.

## Agricultura e industria
Mindoro Oriental, es conocido como el Granero de Arroz y la Cesta de Frutas del Sur Tagalo. La superficie dedicada a la agricultura es de 169.603 hectáreas, de las cuales 85.244 están dedicadas al cultivo del arroz, y 21.671 hectáreas a las plantaciones de coco.
Cuenta con industrias ligeras, tales como manufactura de mármol, metales, cerámica, y artesanía.

## Instituciones financieras
Cuenta con 18 sucursales bancarias, 31 de cajas rurales, y 34 oficinas financieras. La capital, Calapán, cuenta con 8 cajeros automáticos.

## Sanidad
Tiene 19 hospitales privados, 9 públicos, 46 clínicas, 18 centros de salud rurales, 93 consultas sanitarias en barangays, y 2 clínicas especializadas.

## Telecomunicaciones
Compañías telefónicas de teléfono fijo: Calapan Telephone System Inc. (CATSI) – PLDT DIGITAL Telecommunications, Globe Telecommunication y RMC Telecommunication Consultants, Inc.;
Compañías de teléfonos móviles: Smart Communication, Inc. y Globe Telecom, DIGITEL (Suncellular).
Cadenas de televisión: Tamaraw Vision Network, Inc. y Calapan Cable TV Network
Emisoras de radio: Una emisora AM y 8 de FM.

## Vicaría Apostólica
La Vicaría Apostólica de Calapán (en latín Apostolicus Vicariatus Calapanensis in Philippins) es un Vicariato apostólico,  jurisdicción territorial (iglesia particular) de la Iglesia católica establecida en regiones de misión que aún no se han constituido como Prelatura,  sufragánea  de la Arquidiócesis de Lipá.
Su sede se encuentra en la catedral del Santo Niño de la ciudad de Calapán. Su territorio coincide con el de esta provincia de Mindoro Oriental. Para las labores de pastoral queda dividido en  siete vicariatos.